# Pseudotocepheus pygmaeus
Pseudotocepheus pygmaeus är en kvalsterart som beskrevs av Balogh 1962. Pseudotocepheus pygmaeus ingår i släktet Pseudotocepheus och familjen Tetracondylidae. Inga underarter finns listade i Catalogue of Life.